# التأريخ بالتالق - تاريخ الضوء المنبعث
يشير التأريخ بالتالق (بالإنجليزية: Luminescence dating) او التأريخ بالضوء المنبعث إلى مجموعة من الطرق المستخدمة لتحديد المدة التي تعرضت فيها الحبيبات المعدنية لآخر مرة لأشعة الشمس أو درجات حرارة كافية. إنه مفيد للجيولوجيين وعلماء الآثار الذين يريدون أن يعرفوا متى حدث هذا الحدث. يستخدم طرقًا مختلفة لتحفيز وقياس الإضاءة المنبعثة.
تتضمن هذه التقنيات مثل التأريخ الضوئي المحفز (OSL)، وتأريخ الإضاءة الضوئي بالأشعة تحت الحمراء (IRSL)، وتأريخ الإضاءة الحرارية (TL). يشير "التأريخ الضوئي" عادة إلى OSL وIRSL، وليس TL.

## الشروط والدقة
جميع الترسبات والترب الموجودة تحتوي على كميات ضئيلة من النظائر الإشعاعية للعناصر مثل البوتاسيوم واليورانيوم والثوريوم والروبيديوم. هذه النظائر تتحلل ببطء مع مرور الوقت، وتتمتع بخاصية الإشعاع الأيوني الذي تُمتص من قبل حبيبات المعادن في الترسبات مثل الكوارتز وفلدسبار البوتاسيوم. تتسبب الإشعاعات في الحفر الإلكتروني داخل الحبيبات وتترك شحنة ضمن "فخاخ الإلكترونات" غير المستقرة بشكل هيكلي. تتراكم الشحنة المحتجزة مع مرور الوقت بمعدل يُحدد بواسطة كمية الإشعاع الخلفي في الموقع الذي تُدفن فيه العينة. يؤدي تحفيز حبيبات المعادن هذه باستخدام الضوء (الأزرق أو الأخضر لـ OSL؛ الأشعة تحت الحمراء لـ IRSL) أو الحرارة (لـ TL) إلى إطلاق إشارة الإضاءة المنبعثة عندما يُطلق طاقة الإلكترونات غير المستقرة المخزنة، وتتفاوت شدة هذه الإشارة حسب كمية الإشعاع الممتصة أثناء الدفن وخصائص المعدن.
يعتمد معظم أساليب التأريخ بالضوء المنبعث على افتراض أن حبيبات المعادن تمّ "تبييضها" بما فيه الكفاية في وقت الحدث الذي يتم تأريخه. على سبيل المثال، في الكوارتز، يكفي تعرض قصير للضوء النهاري في نطاق 1-100 ثانية قبل الدفن لإعادة ضبط ساعة التأريخ OSL بشكل فعال. وهذا عادةً، ولكن ليس دائمًا، الحال مع الترسبات الريحية، مثل الكثبان الرملية واللوس، وبعض الترسبات المائية. يمكن تحديد أعمار OSL للكوارتز الفردي عادةً من 100 إلى 350,000 سنة مضت، ويمكن أن تكون موثوقة عند استخدام الطرق المناسبة. والقيام بالفحوص الصحيحة. تتيح تقنيات IRSL للفلسبار إمكانية تمديد نطاق التأريخ ليصل إلى مليون سنة، حيث يتمتع الفلسبار بمستويات تشبع جرعة أعلى بشكل كبير من الكوارتز، على الرغم من أنه يجب التعامل مع مشكلات التلاشي الشاذة أولاً. يمكن الحصول على أعمار خارج هذه النطاقات، ولكن يجب التعامل معها بحذر. يتراوح عدم اليقين في تأريخ OSL عادةً بين 5-10٪ من عمر العينة.
هناك طريقتان مختلفتان لتأريخ OSL: الجرعة المتعددة المتعددة والجرعة المتعددة الفردية والمستمرة (SAR). في الاختبارات المتعددة المتعددة، يتم تحفيز عدد من حبيبات الرمل في نفس الوقت ويتم حساب التوقيع الضوئي المنبعث. المشكلة في هذه التقنية هي أن المشغل لا يعرف الأرقام الفردية التي يتم حسابها، ولذلك إذا كانت هناك حبيبات مشوّهة مسبقًا جزئيًا في العينة، فقد يعطي هذا تأريخًا مبالغًا فيه. بالمقابل، تختبر طريقة SAR أعمار الدفن لكل حبيبة رمل فردية ويتم رسمها. يمكن تحديد الترسبات المختلطة واتخاذها في الاعتبار عند تحديد العمر.

## تاريخ
اقترح فارينغتون دانيالز وتشارلز بويد ودونالد سوندرز لأول مرة فكرة استخدام تقنية تأريخ الضوء المنبعث في السياقات الأثرية عام 1953، حيث اعتبروا أن استجابة الحرارة الضوئية لشظايا الفخار يمكن أن تحدد آخر حدوث للتسخين. بعد بضع سنوات، أجريت اختبارات تجريبية على السيراميك الأثري عام 1960 من قبل غروغلر وآخرين. وخلال العقود القليلة المقبلة، كان البحث حول تقنية الحرارة الضوئية مركزًا على الفخار المحروق والسيراميك وحجارة الأفران من الترسبات المحروقة والأحجار المستخدمة في المواقد وغيرها من الأشياء المحروقة.
في عام 1963، مارتين جيه. ايتكين لاحظ أن مصائد TL في الكالسيت يمكن أن يتم تبييضها بواسطة ضوء الشمس وكذلك الحرارة ،  وفي عام 1965 كان شيلكوبلياس وموروزوف أول من استخدم TL حتى تاريخ الرواسب غير المسخنة. خلال السبعينيات وأوائل الثمانينيات من القرن الماضي ، أصبح التأريخ في TL للمصائد الحساسة للضوء في الرواسب الجيولوجية الأرضية والبحرية أكثر انتشارًا.
تم تطوير التأريخ البصري باستخدام التلألؤ المحفز بصريًا (OSL) في عام 1984 بواسطة ديفيد هانتلي وزملاؤه. هوت وآخرون. وضع الأساس للتأريخ المحفز بالأشعة تحت الحمراء (IRSL) لتأريخ الفلسبار البوتاسيوم في عام 1988. تعتمد طريقة OSL التقليدية على التحفيز البصري ونقل الإلكترونات من مصيدة واحدة ، إلى ثقوب موجودة في مكان آخر في الشبكة - تتطلب بالضرورة وجود عيبين على مقربة ، وبالتالي فهي تقنية مدمرة. تكمن المشكلة في أن مراكز محاصرة الإلكترون / الثقب القريبة تعاني من نفق موضعي ، مما يؤدي إلى القضاء على إشاراتها بمرور الوقت ؛ هذه هي المشكلة التي تحدد حاليًا الحد الأقصى للعمر لتاريخ OSL.
في عام 1994، تم توسيع مبادئ تقنيات التأريخ الضوئي والحراري الضوئي لتشمل الأسطح المصنوعة من الغرانيت والبازلت والصخور الرملية، مثل الصخور المنحوتة من المعالم والآثار القديمة. أظهر إيوانيس ليريتزيس، مبتكر تقنية تأريخ الضوء المنبعث للمباني القديمة، ذلك في عدة حالات من معالم مختلفة.

## الفيزياء
تعد تقنية تأريخ الضوء المنبعث واحدة من عدة تقنيات يتم فيها حساب العمر على النحو التالي:
العمر = (إجمالي جرعة الإشعاع الممتصة) / (معدل جرعة الإشعاع) 
يُحسب معدل جرعة الإشعاع من قياسات العناصر الإشعاعية (K و U و Th و Rb) داخل العينة ومحيطها، ومن معدل جرعة الإشعاع من الأشعة الكونية. يتراوح معدل الجرعة عادة بين 0.5 - 5 غراي/1000 عام. يتم تحديد إجمالي جرعة الإشعاع الممتصة عن طريق تنشيط معادن محددة (عادة الكوارتز أو الفلسبار البوتاسيومي) المستخرجة من العينة باستخدام الضوء وقياس كمية الضوء المنبعث نتيجة لذلك. يجب أن تكون طاقة الفوتونات للضوء المنبعث أعلى من طاقة الفوتونات المنشطة لتجنب قياس الضوء الفوتوني العادي. يمكن القول بأن العينة التي تم تعريض حبيبات المعادن فيها لضوء النهار الكافي (ثوانٍ للكوارتز؛ مئات الثواني لفلسبار البوتاسيومي) هي عينة ذات عمر صفري؛ عند تنشيطها، لن تنبعث أي فوتونات من هذا النوع. وكلما كبرت العينة في العمر، زادت كمية الضوء الذي تنبعثه، حتى حد التشبع..

## المعادن
المعادن التي تُقاس عادة هي حبيبات الكوارتز أو الفلسبار البوتاسيومي بحجم الرمل، أو حبيبات الطمي غير المفصولة. هناك مزايا وعيوب في استخدام كل منهما. بالنسبة للكوارتز، يتم استخدام ترددات الإثارة الزرقاء أو الخضراء عادة، ويتم قياس الانبعاثات القريبة فوق البنفسجية. وبالنسبة لفلدسبار البوتاسيومي أو حبيبات الطمي بحجم السيلت، يتم استخدام الإثارة القريبة الأشعة تحت الحمراء (IRSL) عادة، ويتم قياس الانبعاثات البنفسجية..

## مقارنة بالتأريخ بالكربون المشع
على عكس تقنية تأريخ الكربون -14، لا تتطلب تقنيات تأريخ الضوء المنبعث وجود مكون عضوي معاصر في الترسيبات المراد تأريخها؛ بل تتطلب فقط حبيبات الكوارتز، وفلسبار البوتاسيوم، أو بعض حبيبات المعادن الأخرى التي تم تبييضها بالكامل خلال الحدث المراد تأريخه. وتتفادى هذه الأساليب أيضًا المشكلة الناجمة عن تقدير العمر بشكل زائد عندما يتم خلط الترسيبات بـ "الكربون القديم" أو الكربون المفقود 14C، والذي لا يتوافق نسبة النظائر فيه مع الغلاف الجوي. في دراسة حول تسلسل الزمني للترسيبات البحيرية الجافة في بحيرة أولان في جنوب مغوليا، اكتشف لي وآخرون أن تواريخ OSL والكربون-14 كانت متفقة في بعض العينات، ولكن تواريخ الكربون-14 كانت أقدم بما يصل إلى 5800 عام في البعض الآخر.
تم تحديد أن الترسيبات التي كانت تختلف في الأعمار تم ترسيبها عن طريق العمليات الرياحية. حيث أن الرياح الغربية قد أدت إلى تدفق الكربون المفقود 14C من التربة المجاورة وصخور الكربون الباليوزويك، وهي عملية نشطة أيضًا في الوقت الحاضر. هذا الكربون المعاد تدويره غير نسب النظائر المقاسة، مما أدى إلى تقدير عمر زائف أكبر. ومع ذلك، فإن الأصل الرياحي لهذه الترسيبات كان مثاليًا لتقنية تأريخ OSL، حيث أن معظم الحبيبات قد تم تبييضها بالكامل بفعل تعرضها لأشعة الشمس خلال النقل والدفن. وخلص لي وآخرون إلى أنه عند الشك في نقل الترسيبات الرياحية، وخاصةً في بحيرات البيئات الجافة، فإن طريقة تأريخ OSL تفوق طريقة تأريخ الكربون-14، حيث أنها تقضي على مشكلة الخطأ الشائع في تقدير العمر بسبب "الكربون القديم".

## استخدامات اخرى
أحد فوائد تقنية تأريخ الضوء المنبعث هو أنها يمكن استخدامها لتأكيد صحة القطع الأثرية. يمكن استخدام عينة تزن عشرات المليغرامات تحت ظروف إضاءة منخفضة المستوى لتحقيق ذلك.

## الفئة العمرية
يمتد نطاق أعمار تقنية تأريخ الضوء المنبعث من عدة سنوات (مونتريه وآخرون، 1992) إلى أكثر من مليون سنة (فتاحي وستوكس، 2001).